# Don's Party
Don's Party és una pel·lícula australiana del 1976, adaptació de l'obra teatral homònima de David Williamson, i dirigida per Bruce Beresford.

## Argument
Don Henderson és un mestre d'escola que viu amb la seva dona Kath i el seu fill a Lower Plenty, un suburbi de Melbourne. La nit de les eleccions federals de 1969, en Don convida un petit grup d'amics a celebrar la prevista victòria electoral del Partit Laborista Australià (ALP), per consternació de la seva dona. A la festa vénen Mal, el mentor universitari de Don, i la seva amargada esposa Jenny, el Cooley obsessionat pel sexe i la seva última xicota, la Susan, de dinou anys, l'Evan, un dentista i la seva bella dona artista Kerry. D'alguna manera, també van venir dos militants liberals, Simon i Jody.
A mesura que la festa avança, queda clar que el partit laborista, que compta amb el suport de Don i la majoria dels convidats, no està guanyant. Com a resultat, el consum d'alcohol augmenta, i les disputes entre Don i els seus amics sobre les seves aspiracions fallides es fan més lletges, igual que el seu comportament cap a les dones. Mack, un enginyer de disseny la dona del qual acaba de deixar-lo, treu una foto d'ella nua amb l'aprovació dels seus amics. Cooley, un faldiller groller, persegueix les dones disponibles. Les dones desil·lusionades intercanvien històries sobre el rendiment sexual inferior dels seus marits. Al final de la nit, Don i alguns dels seus amics han començat a comprendre el buit de les seves vides compromeses.

## Repartiment
- Ray Barrett com a Mal, un antic psicòleg grosso, que ara exerceix com a consultor de gestió
- Clare Binney com a Susan, la núvia de 19 anys de Cooley, una estudiant universitària
- Pat Bishop, que va rebre el Premi de l'Australian Film Institute (AFI) a la millor actriu en un paper protagonista, com a Jenny, l'esposa de Mal.
- Graeme Blundell com a Simon, un comptable nerviós d'una empresa de plàstic industrial i partidari dels liberals
- Jeanie Drynan com a Kath Henderson, la dona de Don, copresentadora de la festa
- John Hargreaves com a Don Henderson, amfitrió de la festa, mestre d'escola
- Harold Hopkins com a Grainger Cooley, l'advocat obsessionat pel sexe i amb veu alta.
- Graham Kennedy com a Mack, un enginyer de disseny que s'ha separat recentment
- Veronica Lang, que va rebre el Premi AFI a la millor actriu secundària, com a Jody.
- Candy Raymond com a Kerry, una pintora grollera i presumida que ha tingut quatre grans exposicions d'art
- Kit Taylor com a Evan, el xicot de Kerry, un dentista socialista
- John Gorton com ell mateix (va ser el Primer Ministre d'Austràlia en funcions a les eleccions, i el seu partit va obtenir una victòria limitada) (cameo)
- Bruce Beresford com a encarregat de la botiga d'ampolles (cameo)

## Producció
El 1973 Phillip Adams va ser abordat per fer la pel·lícula per Jack Lee, que la volia dirigir. Aleshores, Adams va pensar que les comèdies eren l'únic gènere de pel·lícula susceptible de redimir-se econòmicament a Austràlia, per la qual cosa va pensar que fàcilment podria aconseguir finançament per a la pel·lícula, que no pensava que costaria més de 300.000 dòlars. Tanmateix, Adams estava ocupat en aquell moment treballant al Consell d'Austràlia, que va mantenir la seva implicació durant 12 mesos; al final d'aquest temps, Austràlia es trobava enmig d'una pressió de crèdit i li va resultar més difícil del que esperava aconseguir els diners.
Els problemes van sorgir aleshores quan el director Lee va voler convertir la pel·lícula en una comèdia més àmplia, cosa que va fer que Williamson se sentís incòmode i Adams estava preocupat per aconseguir finançament amb Lee d'adjunt, així que Lee es va retirar. Adams es va apropar a Ken Hannam, però li va faltar simpatia pels personatges i els va trobar massa agressius. Tim Burstall i Peter Weir se'ls van acostar però també van rebutjar la pel·lícula. Finalment, Adams es va acostar a Bruce Beresford, que va acceptar.
Es va discutir que els esdeveniments de l'obra s'actualitzessin a les eleccions federals de 1975, però al final es va decidir mantenir el guió fidel a l'obra original, ja que el 1975 es creia que els laboristes perdrien, cosa que no era el cas el 1969. L'escenari es va traslladar a Sydney, en part perquè es pensava que seria més barat, però també per assegurar-se que el públic no sentia que la pel·lícula era "massa Melbourne". Es va augmentar el pressupost de l'Australian Film Commission i inversors privats, principalment expositors.
Adams volia contractar Paul Hogan com a Cooley, però l'actor es va negar. Ray Barrett havia interpretat aquest paper a Londres, però se'l considerava massa vell per fer-ho a la pel·lícula, i se li va donar el paper de Mal. Va passar de ser un exalumne a un professor per tenir en compte la seva edat. Graeme Blundell va prendre el paper d'un comptable per escapar de la tipografia com Alvin Purple. (Blundell havia produït l'obra original el 1971.)
Barry Crocker originalment havia d'interpretar Don, però va ser substituït per John Hargreaves. Hargreaves va afirmar més tard que això va tenir lloc amb poca antelació quan Crocker "es va trencar l'esquena... el dia abans dels assajos".
El rodatge va començar el gener de 1976 i va durar aproximadament cinc setmanes, utilitzant una casa a Westleigh com a ubicació principal.
John Gorton va interpretar un cameo com ell mateix com a homenatge a la seva contribució per ajudar a restablir la indústria cinematogràfica australiana.

## Recaptació
Phillip Adams va distribuir originalment la pel·lícula ell mateix. Don's Party va recaptar 871.000 dòlars a la taquilla d'Austràlia, que equival a 4.503.070 dòlars en dòlars del 2009.
Williamson va valorar molt positivament la pel·lícula dient que estava "molt ben feta".

## Recepció
Pat Bishop va guanyar el Premi AACTA a la millor actriu en un paper principal, Veronica Lang va guanyar el Premi AACTA a la millor actriu en un paper secundari, Bruce Beresford va guanyar el premi a la millor direcció, David Williamson va guanyar el premi al millor guió i la pel·lícula va guanyar el premi d'edició i so. La pel·lícula es va presentar al 27è Festival Internacional de Cinema de Berlín.